# 会津八一
会津 八一（あいづ やいち、旧字体：會津 八一、1881年〈明治14年〉8月1日 - 1956年〈昭和31年〉11月21日）は、日本の歌人・美術史家・書家。雅号は、秋艸道人・渾斎。1951年に新潟市名誉市民。　
早大英文科卒。奈良の仏教美術にひかれ、ひらがな書きの万葉調短歌を詠み、『南京新唱』(1924年)を刊行。のち上京、早大教授となり、「東洋美術史」等を講じた。晩年は新潟市に戻り、書に専念。歌集に『鹿鳴集』(1940年)など。

## 経歴
新潟県新潟市古町通五番町に生まれる。中学生の頃より『万葉集』や良寛の歌に親しんだ。1900年新潟尋常中学校（現新潟県立新潟高等学校）卒業後、東京専門学校（早稲田大学の前身校）に入学し、坪内逍遙や小泉八雲（ラフカディオ・ハーン）らの講義を聴講した。この頃すでに「東北日報」の俳句選者となる。1906年早稲田大学英文科卒業。卒業論文にはキーツをとりあげた。卒業後は、私立有恒学舎（現：新潟県立有恒高等学校）の英語教員となって新潟に戻り、多くの俳句・俳論を残した。1908年に最初の奈良旅行をおこなって奈良の仏教美術へ関心を持ち、またこの旅行が俳句から短歌へと移るきっかけともなった。
1910年に坪内逍遙の招聘により早稲田中学校の英語教員となり上京。1913年、早稲田大学講師を兼任して英文学などを講じた。翌年小石川区高田豊川町に転居し、「秋艸堂」と名付ける。1918年、早稲田中学校の教頭に就任。1922年には東京郊外の落合村にあった親戚の別荘に転居し、やはり「秋艸堂」と名付けた。1924年、初の歌集『南京新唱』を刊行。
1925年には早稲田高等学院教授となり翌年には早稲田大学文学部講師を兼任して美術史関連の講義をおこない、研究のためにしばしば奈良へ旅行した。1931年には早稲田大学文学部教授となる。
1933年に仏教美術史研究をまとめた『法隆寺・法起寺・法輪寺建立年代の研究』（東洋文庫）が刊行され、この論文で1934年に文学博士の学位を受ける。1935年、早稲田大学文学部に芸術学専攻科が設置されると同時に主任教授に就任する。1940年、歌集『鹿鳴集』を刊行。続いて1941年、書画図録『渾齋近墨』、1942年、随筆集『渾齋随筆』、1944年、歌集『山光集』をそれぞれ刊行。
妥協を許さぬ人柄から孤高の学者として知られるが、同僚であった津田左右吉が右翼から攻撃された際は（いわゆる津田事件）、早大の教授たちが行動を起こさなかったのに対して、南原繁や丸山眞男らによる署名運動に参加し、津田の無実を訴えるという一面もあった。また、同じく同僚であり歌人でもある窪田空穂とは二十数年にわたって親交を結ぶ友であった。
1945年、早稲田大学教授を辞任。空襲により罹災し、秋艸堂が全焼したため新潟に帰郷。同年7月、養女きい子が病没。
1946年5月、坂口献吉（坂口安吾の長兄・元新潟放送初代社長）から懇願され「夕刊ニイガタ」の社長を引き受け、新潟市内での住居を同氏に依頼していたが、当時は戦後の混乱期で住宅事情が悪く、坂口は東奔西走の末に新潟随一の大地主であった7代目伊藤文吉の持ち家である新潟別邸に白羽の矢を立てた。會津八一は伊藤文吉別邸(現、北方文化博物館新潟分館)内の洋館を「南浜・秋艸堂」と呼んで、1946年7月25日から永眠するまで暮らした。
1948年、早稲田大学名誉教授。1951年、新潟市名誉市民となる。同年、『會津八一全歌集』を刊行し、読売文学賞を受けた。戦後は故郷新潟に在住。弟子の一人に歌人の吉野秀雄がいる。
1953年、歌集『鹿鳴集』（1940年）にみずから注釈を加えた『自註 鹿鳴集』を新潮社より刊行。これが生前刊行された最後の専著となった。同年正月には宮中歌会始召人となった。
1956年11月16日、胃潰瘍のため新潟医科大学病院に入院し、同年11月21日に冠状動脈硬化症で死去。75歳没。戒名は自選した「渾齋秋艸同人」。なお新潟県の地方紙「新潟日報」の題字は会津が揮毫したもの。他にも歌碑など会津の揮毫になるものが各地にある。

## 代表的な歌

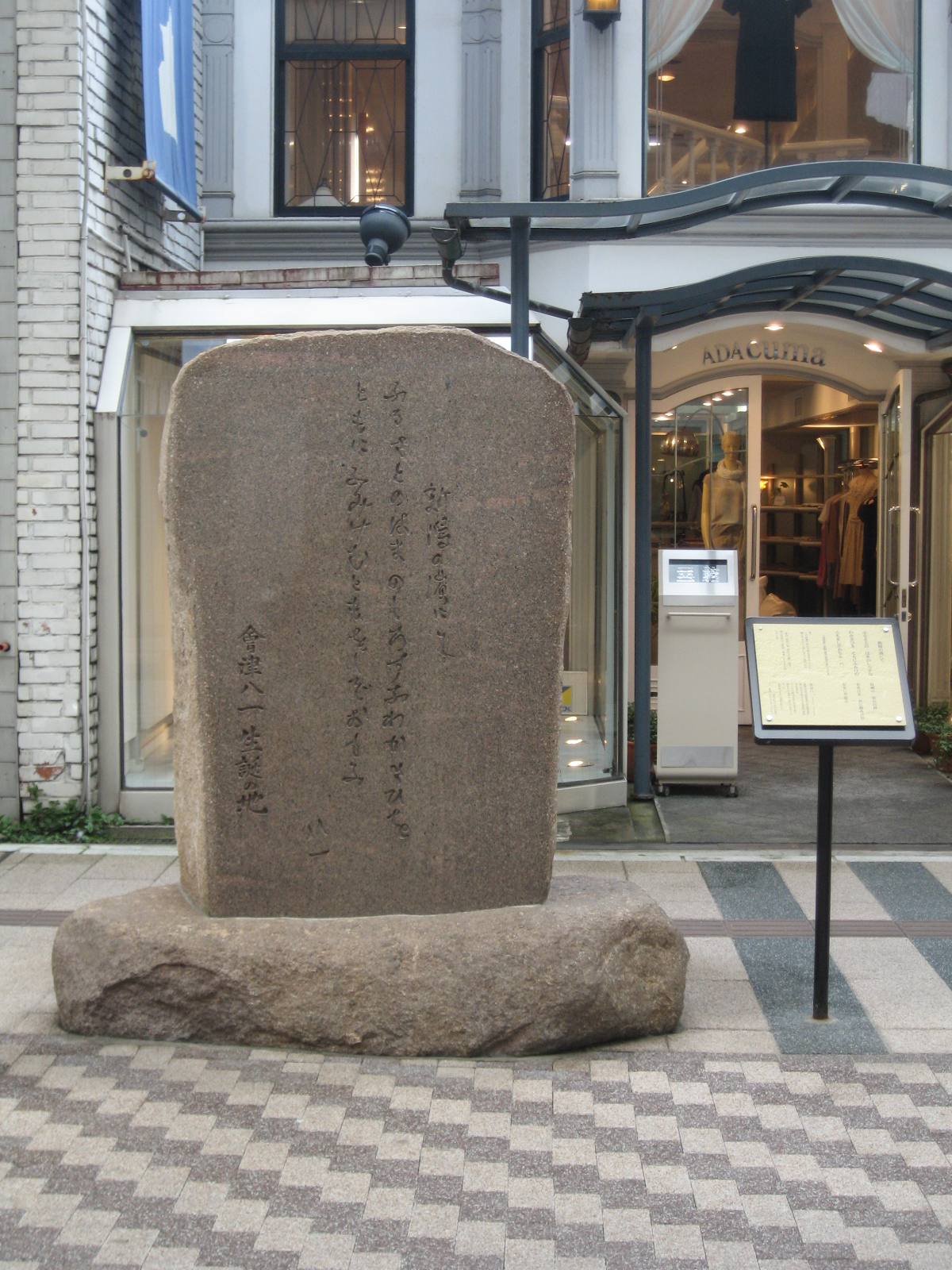
会津八一の歌碑（新潟市中央区古町通五番町）

- かすがの に おし てる つき の ほがらか に あき の ゆふべ と なり に ける かも

「春日野に おし照る月の ほがらかに 秋の夕べと なりにけるかも」（1924年「南京新唱」春日野にて）
- すゐえん の あま つ をとめ が ころもで の ひま にも すめる あき の そら かな

「水煙の 天つ乙女が 衣手の 隙にも澄める 秋の空かな」（1924年「南京新唱」薬師寺）
- あめつち に われ ひとり ゐて たつ ごとき この さびしさ を きみ は ほほゑむ

「天地に われ一人ゐて 立つごとき この寂しさを 君は微笑む」（1924年「南京新唱」夢殿の久世観音に）
- あたらしき まち のちまた の のき の は に かがよふ はる を いつ と か またむ

「新しき 街の巷の軒の端に かがよう春を いつとか待たむ」（「震余」九月一日大震にあひ庭樹の間に遁れて）
- なべて よ は さびしき もの ぞ くさまくら たび に あり とも なに か なげかむ

「なべて世は 寂しきものぞ 草枕 旅にありとも 何か嘆かむ」（「放浪唫草」奈良より東京の友に）

## 著作
- 『會津八一全集』 中央公論社（増補版 全12巻[10]、1982-84年）

1. 研究 上
2. 研究 中
3. 研究 下
4. 短歌 上
5. 短歌 下
6. 俳句・俳論
7. 随筆
8. 書簡 上
9. 書簡 中
10. 書簡 下
11. 日記・初期文章・雑纂
12. 雑纂ほか 書誌/年譜・索引

- 中公文庫 『渾齋随筆』 1978年
  - 『續 渾齋随筆』 1984年
- 中公クラシックス 『東洋美術史』 2009年（解説大橋一章[11]）

### 歌集
- 『會津八一全歌集』（中央公論社、新版1986年）
- 『自註 鹿鳴集』[12]（新潮文庫、1969年、解説宮川寅雄／岩波文庫、1998年、解説植田重雄）
  - 『鹿鳴集 歌集』（短歌新聞社文庫、1995年）[13]
- 吉野秀雄 『鹿鳴集歌解』（中公文庫、1981年）[14]
- 原田清 『會津八一 鹿鳴集評釈』（東京堂出版、1998年）[15]
  - 『會津八一 寒燈集評釈』（東京堂出版、2001年）
  - 『會津八一 山光集評釈』（東京堂出版、2002年）
- 村尾誠一『会津八一　奈良大和を愛し、古寺巡礼の歌を詠う』（「コレクション日本歌人選068」笠間書院、2019年）

### 手紙・書
- 『秋艸道人 會津八一書簡集』（植田重雄[16] 編著、恒文社 1991年）　
『會津八一の般若心経』（八吾の会 2008年）
『會津八一の絵手紙』（小池邦夫編 二玄社 2003年）、図版本
- 『秋艸道人會津八一墨蹟』 新潟市立會津八一記念館編　
図版本の大著でかな、漢字、書簡・原稿の全3冊 （二玄社 2002年）
- 『會津八一とゆかりの地 歌と書の世界』（和光慧編著[17]、二玄社 2000年）
- 『會津八一題簽録』（高橋文彦・財前謙編、武蔵野書院 2005年）

## 記念館
- 早稲田大学會津八一記念博物館
- 新潟市會津八一記念館 - 1975年（昭和50年）に財団法人會津八一記念館として開館[18]。1998年（平成10年）に収蔵品とともに新潟市に寄贈され、新潟市會津八一記念館と改称[18]。